# Francisco de Herrera (młodszy)
Francisco de Herrera, zw. El Mozo (ur. w 1622 w Sewilli, zm. 25 sierpnia 1685 w Madrycie) – hiszpański malarz i architekt okresu baroku, syn Francisca Herrery Starszego.
Po poróżnieniu się z ojcem wyjechał ok. 1642 do Rzymu, gdzie malował martwe natury z rybami i kwiatami. Zyskał tam przydomek Spagnolo degli pesci. Po powrocie do Hiszpanii (po śmierci ojca w 1656) był nauczycielem rysunku Karola II, a od 1672 malarzem dworu Filipa IV. Po śmierci Murilla został dyrektorem Akademii Malarstwa w Sewilli.
Jako architekt zaprojektował w 1680 kościół pielgrzymkowy Nuestra Señora del Pilar w Saragossie, pierwszą znaczącą świątynię barokową w Hiszpanii. Był też twórcą fresków m.in. w kościele San Felipe el Real w Madrycie. Malował wyłącznie obrazy o tematyce religijnej.

## Wybrane dzieła
- Apoteoza św. Franciszka -  1657, 570 x 363 cm, Katedra w Sewilli
- Apoteoza św. Hermenegilda -  1654, 328 x 229 cm, Prado, Madryt[2]
- Św. Antoni Padewski -  1660-70, 105 x 104 cm, Prado, Madryt
- Św. Leon Wielki -  1656-57, 164 x 105 cm, Prado, Madryt
- Triumf Eucharystii -  1655, Katedra w Sewilli